# Étagnac
Étagnac là một xã thuộc tỉnh Charente trong vùng Nouvelle-Aquitaine tây nam nước Pháp. Xã nay có độ cao trung bình 228 mét trên mực nước biển.
- Rochechouart crater